# Matterhorn, Antarktis
Matterhorn är ett berg i Antarktis. Det ligger i Östantarktis. Nya Zeeland gör anspråk på området. Toppen på Matterhorn är 1 600 meter över havet, eller 103 meter över den omgivande terrängen. Bredden vid basen är 0,63 km.
Terrängen runt Matterhorn är bergig åt sydost, men åt nordväst är den kuperad. Trakten är obefolkad. Det finns inga samhällen i närheten. 